# برنس إدوارد (أونتاريو)
برنس إدوارد، أونتاريو (بالإنجليزية: Prince Edward)‏ هي مدينة كندية تقع في مقاطعة أونتاريو. تبلغ مساحة هذه المدينة 1050.1442 (كم²)، ويبلغ عدد سكانها 25496 نسمة حسب إحصاء سنة 2006 م، بينما كان يسكنها 24901 نسمة في سنة 2001 م. تحتل هذه المدينة المرتبة رقم 154 بين مدن كندا حسب عدد السكان والمرتبة رقم 61 في المقاطعة. نما عدد السكان في هذه المدينة بنسبة (2.4) بين العامين المذكورين.

## وصلات خارجية
- الأطلس الحكومي لكندا
- إحصاءات كندا مع ساعة تعداد السكان